# Turraeanthus africanus
Turraeanthus africanus ist ein großer Baum in der kleinen Gattung Turraeanthus in der Familie der Mahagonigewächse aus West- bis Zentralafrika.

## Beschreibung
Turraeanthus africanus wächst als immergrüner Baum bis 35–45 Meter hoch. Der Stammdurchmesser erreicht 100–120 Zentimeter und der Stamm ist unten mit Wurzelanläufen bis geriffelt oder es sind kürzere Brettwurzeln ausgebildet. Die gräulich-braune Borke ist relativ glatt bis schuppig oder leicht rissig.
Die paarig oder unpaarig gefiederten und gestielten Laubblätter sind wechselständig an den Enden der Zweige. Die langen Blätter besitzen 10–36 längliche bis elliptische oder eiförmige bis -lanzettliche oder seltener verkehrt-eiförmige, ganzrandige und ledrige, dickliche Blättchen. Die kurz gestielten Blättchen sind bespitzt bis spitz, zugespitzt und unterseits schwach behaart und leicht schuppig. Der im unteren Teil öfters oben abgeflachte und leicht rinnige, bis kurz geflügelte, kahle Blattstiel ist 8–17 Zentimeter lang und die kahle Rhachis ist bis 60 Zentimeter lang. Der Blättchenstiel ist 5–10 Millimeter lang und die Blättchen sind 6–29 Zentimeter lang und 2–8 Zentimeter breit. Die Nebenblätter fehlen.
Turraeanthus africanus ist zweihäusig diözisch. Es werden große, dichte, rispige und braun behaarte, achselständige Blütenstände ausgebildet, oft an älteren Ästen. Die kurz gestielten Blüten sind funktionell eingeschlechtlich und fünfzählig mit doppelter Blütenhülle. Der Blütenstiel sitzt an einem „Gelenk“. Der dicht, braun behaarte, kleine und verwachsene Kelch ist becherförmig und stumpf. Die 4–6 verwachsenen Petalen mit langer, röhriger Kronröhre und fleischigen, freien und spreizenden, spitzen und klappigen Zipfeln sind außen, fein rostig behaart und innen weiß-gelblich. Die Kronröhre ist mit dem unteren Teil der Staubblattröhre verwachsen. Die etwa 8–12 Antheren sind innen, im oberen, kurzen freien Teil der oben gekerbten Staubblattröhre angeheftet. Der feinhaarige, mehrkammerige Fruchtknoten ist oberständig mit einem langen, konischen und dicken, feinhaarigen Griffel mit scheibenförmiger Narbe. Bei den männlichen Blüten ist ein Pistillode und bei den weiblichen sind Staminodien vorhanden.
Es werden rundlich bis birnenförmige, zwei- bis fünflappige, etwa 2–3,5 Zentimeter große, orange-braune Kapselfrüchte gebildet. Sie enthalten 2–5, etwa 1,5–2,5 Zentimeter große Samen mit einem weißlichen Arillus.

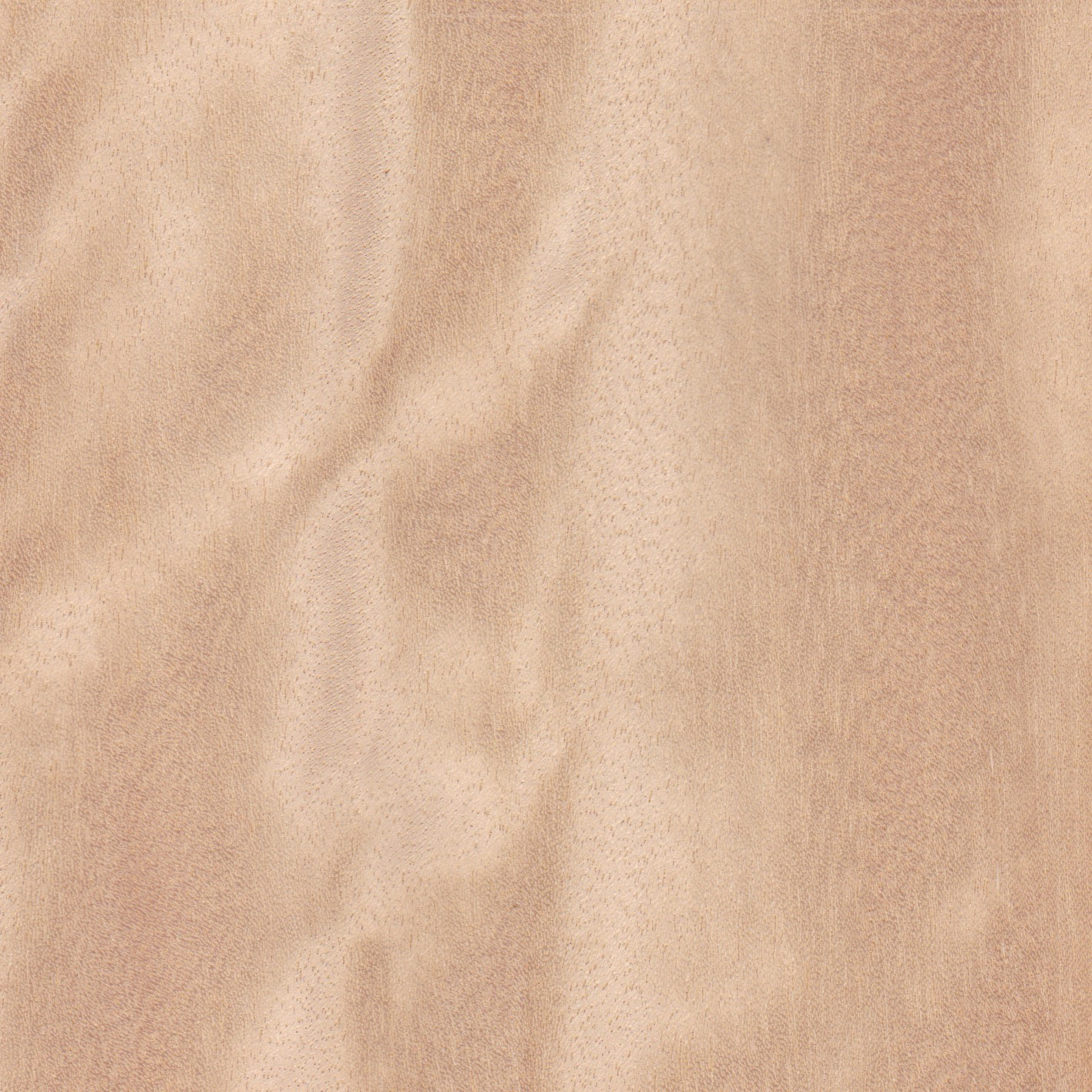
Helles Satinholz

## Taxonomie
Die Erstbenennung des Basionyms Guarea africana erfolgte 1878 durch Friedrich Welwitsch in einem Manuskript, die Erstbeschreibung dazu und die Veröffentlichung erfolgt zeitnah von Casimir Pyramus de Candolle in Monographiae Phanerogamarum 1: 576. Von Auguste Jean Baptiste Chevalier wurde 1909 festgestellt, dass die Beschreibung von Guarea africana Welw. ex C.DC. nicht zu einer Art der Gattung Guarea passt, er stellte dann diese Art, mit weiterer Beschreibung in die Gattung Bingeria zu Bingeria africana (Welw. ex C.DC.) Chev.
Die Neukombination zu Turraeanthus africana (Welw. ex C.DC.) Pellegr. (korrigiert zu africanus) erfolgte 1911 durch François Pellegrin in Notulae Systematicae. Herbier du Museum de Paris 2: 16, 68. Weitere Synonyme sind Turraeanthus malchairii De Wild., Turraeanthus vignei Hutch. & Dalziel, Turraeanthus zenkeri Harms, Turraeanthus klainei Pierre ex De Wild.

## Verwendung
Das helle, mittelharte, weiche aber nicht sehr beständige Satinholz ist sehr gefragt, es ist bekannt als Avodiré. Es ist dekorativ und lässt sich zum Teil sehr leicht bearbeiten, aber schlecht Imprägnieren.